# Wolfgang Ginzel
Wolfgang Ginzel (* 1. November 1933 in Reichenberg, Tschechoslowakei; † 14. Februar 2004 ebendort) war ein deutsch-böhmischer Bergsteiger und Naturfotograf.
Ginzel war der jüngere Bruder von Gustav Ginzel, er entstammte einer neunköpfigen deutschböhmischen Familie. Sein Vater war ein technischer Spezialist für Textilmaschinen, so dass die Familie nach dem Ende des Zweiten Weltkriegs in der Tschechoslowakei verbleiben konnte.
Seit den 1950er Jahren hatte Wolfgang Ginzel gemeinsam mit seinen Brüdern Gustav und Hans sowie Adolf Mai die Felsen des Isergebirges und Lausitzer Gebirges erschlossen und dabei zahlreiche neue Wege durchstiegen, so in den Oberwegsteinen (Horní skály) und den Rabensteinen (Krkávčí Skály) bei Horní Sedlo.
Die Fotografien Wolfgang Ginzels, die die Landschaft des Riesengebirges und Isergebirges in ihrer natürlichen Schönheit festhalten, sind in mehreren Bildbänden und Bergkalendern zu finden.
Nach dem Brand des Misthauses am 24. August 1995 übernahm der Ingenieur Wolfgang Ginzel die Gesamtkoordination der Benefizveranstaltungen sowie der Aufräum- und Wiederaufbauarbeiten. Infolge der fortschreitenden Krankheit seines Bruders führte er später auch die Verwaltung über das wiederaufgebaute Haus.
Ginzel, der bis zuletzt aktiv kletterte, starb unerwartet an einem Herzinfarkt.